# 大道駅

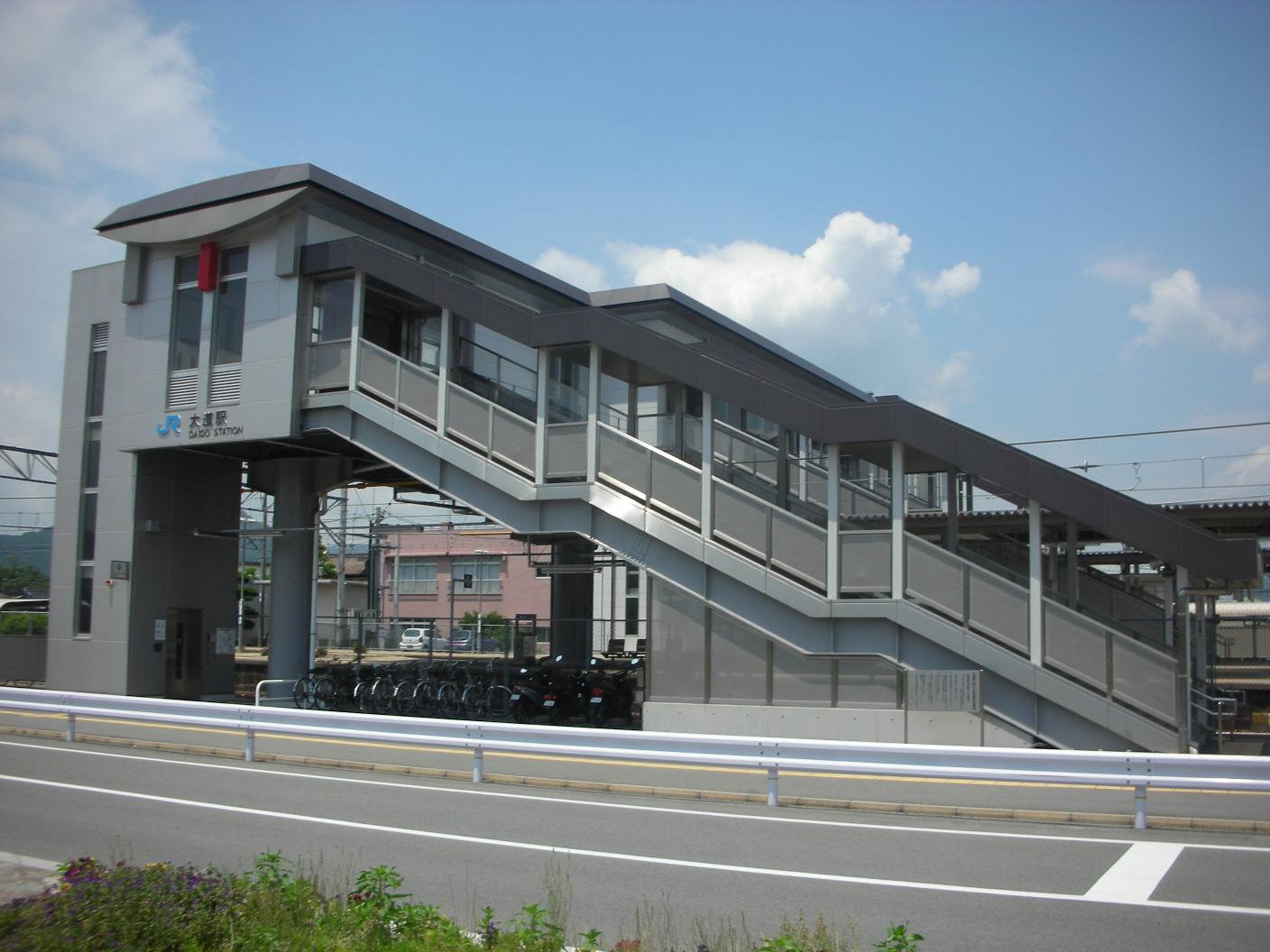
南口（2007年6月）

大道駅（だいどうえき）は、山口県防府市大字台道にある、西日本旅客鉄道（JR西日本）山陽本線の駅である。

## 歴史
- 1900年（明治33年）12月3日：山陽鉄道三田尻駅（現・防府駅） - 厚狭駅間開通時に開設[2]。旅客・貨物取扱開始[2]。
- 1906年（明治39年）12月1日：山陽鉄道国有化により帝国鉄道庁の駅となる[2]。
- 1909年（明治42年）10月12日：線路名称制定。山陽本線所属となる。
- 1952年（昭和27年）11月1日：駅舎改築[4]。
- 1962年（昭和37年）9月1日：貨物取扱廃止[2]。
- 1984年（昭和59年）2月1日：荷物扱い廃止[2]。
- 1987年（昭和62年）4月1日：国鉄分割民営化により、西日本旅客鉄道（JR西日本）の駅となる[2]。
- 1994年（平成6年）12月3日：中国交通事業株式会社による業務委託駅となる。
- 2004年（平成16年）
  - 3月27日：多々良学園高等学校（現・高川学園高等学校・中学校）の移転を契機に橋上駅となる[5]（※山口県内では下松駅の橋上化以来39年ぶり2例目）。
  - 4月1日：簡易委託駅化。
- 2023年（令和5年）4月1日：ICカード「ICOCA」の利用が可能となる[6][7]。

## 駅構造
単式・島式複合型2面3線のを有する、中間待避線構造の地上駅で橋上駅舎を有する。簡易委託駅で、窓口は平日朝夕のみ営業し、土休日は休業する。ホーム間は跨線橋が結ぶ。

### のりば
| のりば | 路線      | 方向 | 行先                 | 備考                    |
| ------ | --------- | ---- | -------------------- | ----------------------- |
| 1      | ■山陽本線 | 上り | 防府・徳山・岩国方面 |                         |
| 2・3   | ■山陽本線 | 下り | 新山口・下関方面     | 2番のりばは一部列車のみ |

付記事項
- 上り本線は1番のりば、下り本線は3番のりば[1]。
- 上下共用の待避線（中線）である2番のりばは一部列車や非常用[8]で使われる[1]。

## 利用状況
1日平均乗車人員は以下の通り。
| 乗車人員推移 | 乗車人員推移 |
| 年度         | 1日平均人数  |
| ------------ | ------------ |
| 1999         | 1,050        |
| 2000         | 985          |
| 2001         | 966          |
| 2002         | 972          |
| 2003         | 988          |
| 2004         | 1,262        |
| 2005         | 1,351        |
| 2006         | 1,332        |
| 2007         | 1,250        |
| 2008         | 1,276        |
| 2009         | 1,259        |
| 2010         | 1,233        |
| 2011         | 1,313        |
| 2012         | 1,254        |
| 2013         | 1,277        |
| 2014         | 1,185        |
| 2015         | 1,230        |
| 2016         | 1,242        |
| 2017         | 1,335        |
| 2018         | 1,453        |
| 2019         | 1,475        |
| 2020         | 1,376        |
| 2021         | 1,237        |
| 2022         | 1,272        |

## 駅周辺
- 国道2号
- 山口短期大学

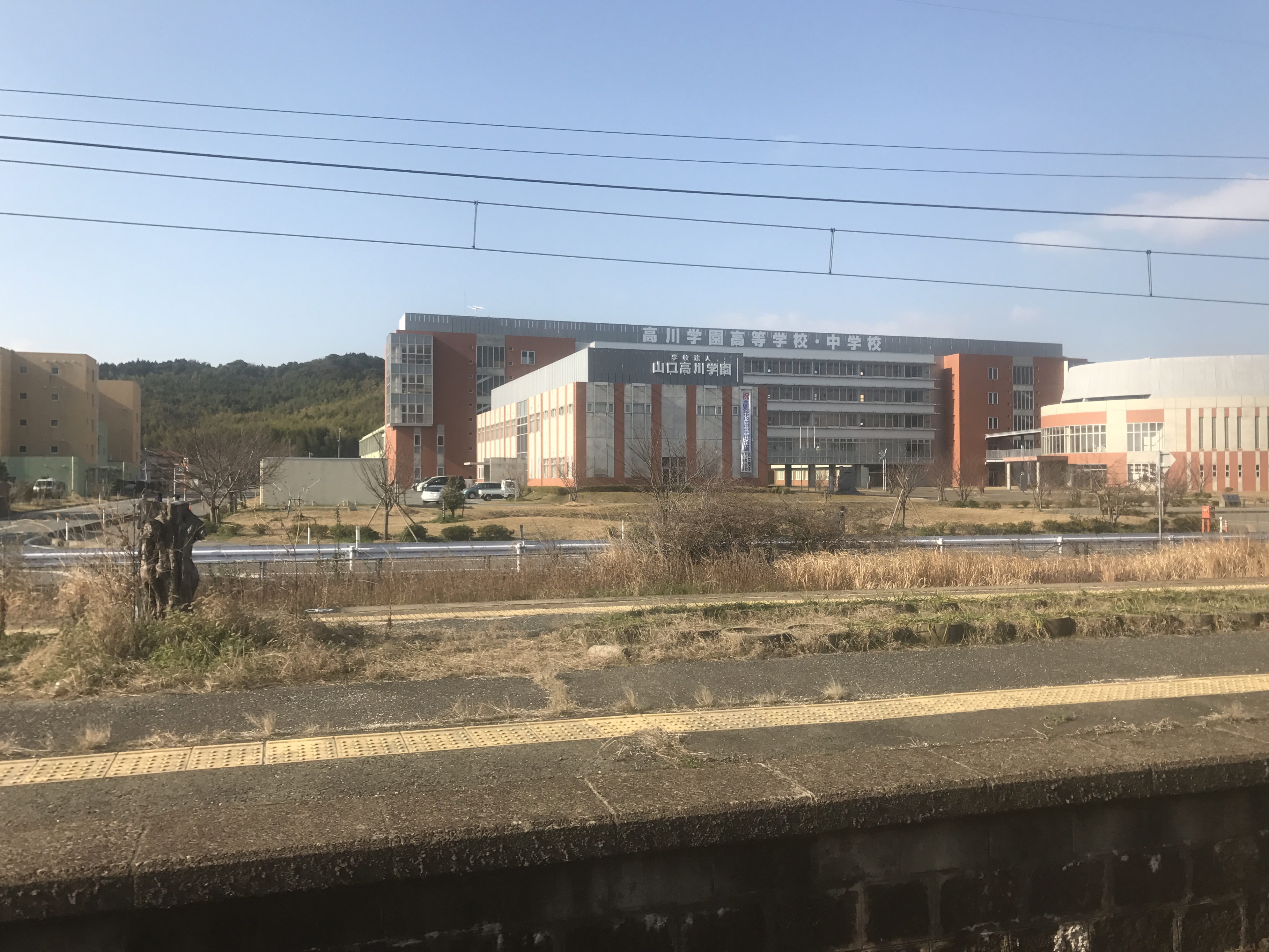
駅構内から望む高川学園高等学校・中学校（2017年3月）

- 高川学園高等学校・中学校（旧・多々良学園高等学校）
- 山口県立防府西高等学校
- 大道郵便局
- 山口県道25号宇部防府線
- 山口県道58号防府環状線

### バス路線
- 防長交通
  - 秋穂、切畑、防府
- 駅北側「大道駅入口」停留所
  - 防長交通
    - 秋穂、新山口、切畑、防府

## 隣の駅
西日本旅客鉄道（JR西日本）
■山陽本線
防府駅 - 大道駅 - 四辻駅